# برج ایفل (فیلم)
برج ایفل (سوئدی: Eiffeltornet) یک فیلم کوتاه سوئدی-دانمارکی-نروژی به کارگردانی نیکلاس رودستروم است که در سال ۲۰۰۳ منتشر شد.

## بازیگران
- استلان اسکاشگورد
- پرنیلا آگوست
- میکال اولدهاگ
- آنا آزکاراته